# Albert Ballin
Albert Ballin (Hamburgo, 15 de agosto de 1857-Hamburgo, 9 de noviembre de 1918) fue un hombre de negocios y empresario naviero alemán que innovó el negocio del transporte marítimo, nacido en una modesta familia judía de Hamburgo.
Su padre era dueño en parte de una agencia que organizaba pasajes a los Estados Unidos, y cuando su padre murió en 1874, el joven Albert se hizo cargo de los negocios. Desarrolló una exitosa línea de barcos independientes, ahorrando costes transportando mercancías en el viaje de vuelta desde EE. UU. Esto atrajo la atención de la empresa naviera Hamburg America Line, que le contrató en 1886 y le hizo director general en 1899.
Aunque tenía mucho éxito en los negocios, no era bien aceptado en la sociedad hamburguesa debido a su origen judío, que Ballin siempre reconoció. Sin embargo, fue admitido en la corte del emperador Guillermo II de Alemania.
Antes de 1800 muchas compañías de barcos diferentes empezaron a incluir cruceros entre su flota para añadir lujo y comodidad a los viajes marítimos de pasajeros adinerados. Debido a las malas condiciones meteorológicas en los meses invernales las líneas transatlánticas no podían operar a capacidad completa y Ballin ideó un proyecto para incrementar la ocupación ofreciendo barcos sin utilizar a agencias de viajes en Europa y América en el invierno. 
El primer crucero moderno de pasajeros, que definió no solo su empleo como medio de transporte sino en el concepto de "disfrute para el viajero", comenzó el 22 de enero de 1891, cuando el barco Kaiserin Auguste Victoria (nombrado así como homenaje a la esposa del káiser) salió desde Hamburgo para navegar el Mar Mediterráneo con pasajeros durante seis semanas. Los competidores inicialmente se rieron de Ballin, que organizó y supervisó el viaje personalmente. El proyecto, no obstante, tuvo un gran éxito en tanto Ballin había introducido la idea de que el barco no solo servía para transportar sino que el propio viaje podía ser una experiencia placentera debido a las comodidades del navío. 
Para acomodar la creciente demanda de pasajeros otros tres barcos gemelos del Auguste Victoria operaron como líneas de crucero y en 1899 la línea Hamburg America pidió un nuevo barco al astillero de Blohm & Voss. Fue un crucero primitivo, exclusivamente confeccionado para las necesidades de los pasajeros acomodados, pero era un gran avance en comparación a las rudimentarias comodidades del pasado, donde inclusive los viajeros muy ricos se sometían a muy molestas condiciones de viaje. 
Ballin frecuentemente tomaba vacaciones en los barcos de su flota. Durante sus vacaciones frecuentemente hablaba con los pasajeros que viajaban con él, para conocer las impresiones sobre los barcos de su flota y qué mejoras les gustaría que se hicieran en los barcos de HAPAG. Ballin tomaba estas mejoras de primera mano y se aseguraba que se incluyeran en las líneas actuales y futuras
Ballin actuó como mediador entre el Reino Unido y Alemania en los tensos años antes de la Primera Guerra Mundial. Aterrado por la pérdida de sus barcos en caso de hostilidades navales, Ballin intentó cerrar un trato con el que el Reino Unido y Alemania continuarían compitiendo el uno con la otra en las líneas de pasajeros, pero desistirían en sus intentos de mejorar las flotas navales. Consecuentemente el estallido de la Gran Guerra en julio de 1914 le desilusionó enormemente. Muchos de los barcos de la HAPAG se perdieron o sufrieron considerables daños durante las hostilidades, aunque Ballin aceptó que el gobierno alemán usara sus naves para transporte de tropas o servicios no bélicos, en vez de enviarlas apresuradamente a puertos neutrales.
Desanimado por la destrucción de su trabajo de varios años en la construcción de la flota de HAPAG y tal vez temiendo la pérdida de sus barcos al saber de la derrota final del Imperio Alemán, Ballin se suicidó tomando una sobredosis de somníferos dos días antes del armisticio con el que terminó la Primera Guerra Mundial. 
Los temores de Ballin pronto se hicieron realidad, pues los buques insignia de la compañía, la clase Imperator, fueron entregados como reparaciones de guerra para Gran Bretaña y los Estados Unidos.
El barco SS Albert Ballin fue bautizado en su honor, como la Ballindamm, una avenida en el centro de Hamburgo.